# Escut de Guinea
L'escut de Guinea fou aprovat oficialment el 23 de desembre de 1993, arran de l'adopció del nou sistema multipartidista.
És un escut d'argent somat d'un colom volant que porta al bec una branca d'olivera que cau damunt el camper. Per sota de l'escut, tercejat en pal amb els colors panafricans de la bandera estatal: gules (vermell), or (groc) i sinople (verd). A la part inferior hi figura una cinta amb el lema nacional en francès: TRAVAIL – JUSTICE – SOLIDARITÉ ('Treball – Justícia – Solidaritat').

## Història
Va substituir l'adoptat el 1984, que era com l'actual però amb el camper partit de gules i or, que anava carregat igualment amb la branca d'olivera i sobre el qual ressaltaven una espasa i un fusell passats en sautor.

Primer escut de Guinea (1958-1984)

El primer emblema oficial de la República de Guinea data de 1958, tot just obtinguda la independència de França sota el govern de Sékou Touré, i també era un escut partit, de gules i sinople, carregat d'un elefant contornat d'or amb la trompa aixecada. Anava timbrat amb un colom volant contornat d'argent que duia un ram d'olivera al bec. Tot al voltant hi havia una cinta de sinople amb el lema nacional en lletres d'or. Aquest escut simbolitzava la força del nou estat (l'elefant) i la voluntat de viure en pau entre els països veïns (el colom), i fou substituït arran del cop d'estat de Lansana Conté del 3 d'abril de 1984.